# Basilica di San Miniato al Monte
La basilica abbaziale di San Miniato al Monte è un edificio religioso di Firenze. Ha la dignità di basilica minore, si trova in uno dei luoghi più elevati della città, ed è uno dei migliori esempi di stile romanico fiorentino.
A Firenze e dintorni sono esistite cinque abbazie: a nord la Badia Fiesolana, a ovest la Badia a Settimo, a sud l'abbazia di San Miniato, a est la Badia a Ripoli e al centro la Badia fiorentina.

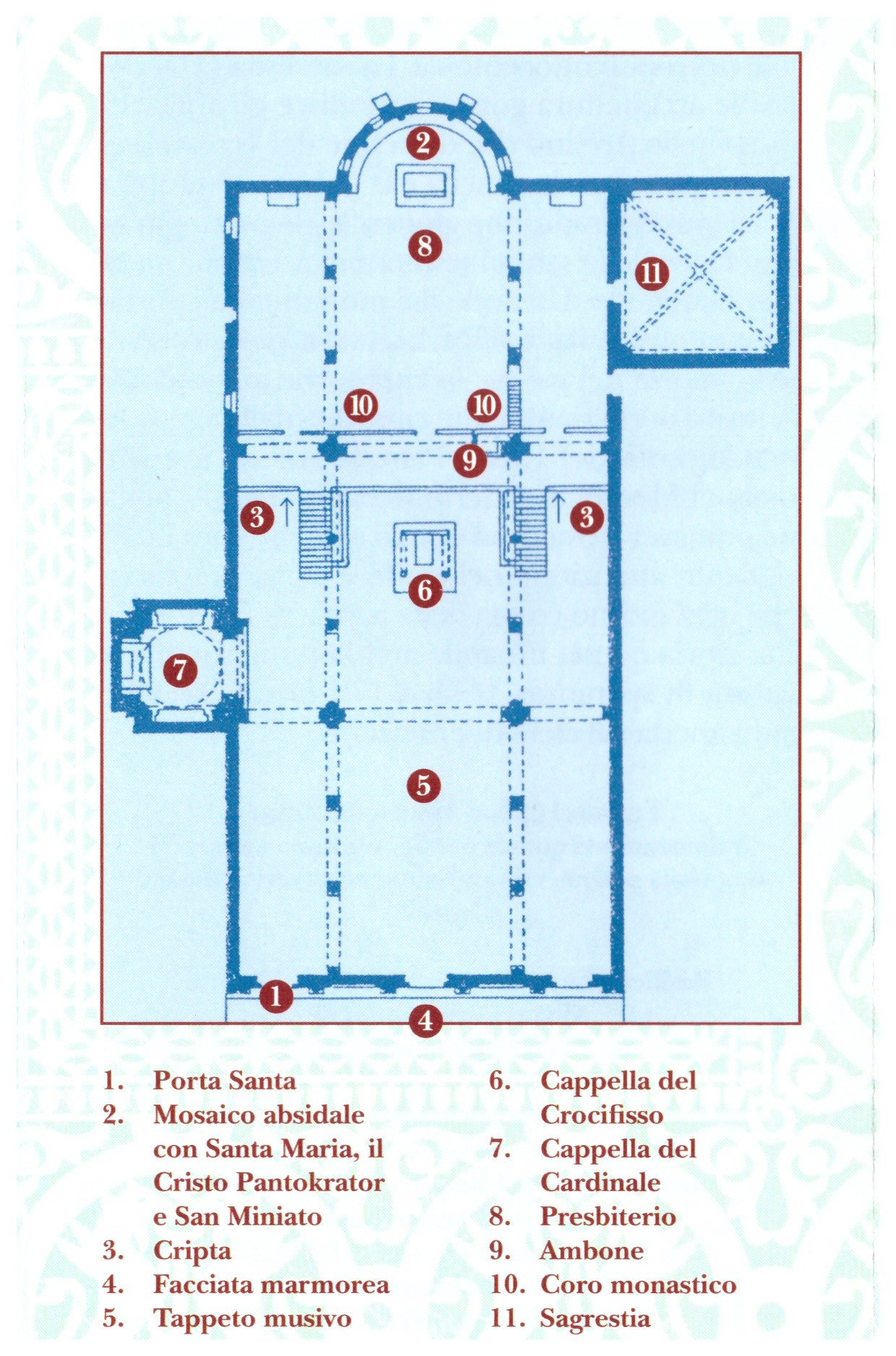
Pianta della Basilica di San Miniato a Firenze.

## Storia
San Miniato fu il primo martire della città. Era probabilmente un mercante greco o un principe armeno in pellegrinaggio a Roma. Si racconta che, intorno al 250, arrivato a Firenze, iniziò la vita di eremita e che fu decapitato durante le persecuzioni anticristiane dell'imperatore Decio. Si allontanò poi dal luogo dell'esecuzione con la propria testa in mano arrivando dall'altra parte dell'Arno sul luogo del suo eremitaggio dove ora sorge l'attuale basilica, sul Mons Florentinus. In seguito, su questo luogo, fu eretto un santuario e, nell'VIII secolo, una cappella. La costruzione dell'attuale chiesa iniziò nel 1018 sotto il vescovo Alibrando e proseguì sotto l'imperatore Enrico II. I monaci dell'ordine benedettino, che la fondarono, aderirono in seguito alla congregazione Cluniacense e infine furono sostituiti, nel 1373, da quelli della congregazione Olivetana, che vi abitano tutt'oggi. I monaci producono famosi liquori, miele e tisane, che vendono in un negozio adiacente alla chiesa

## Descrizione

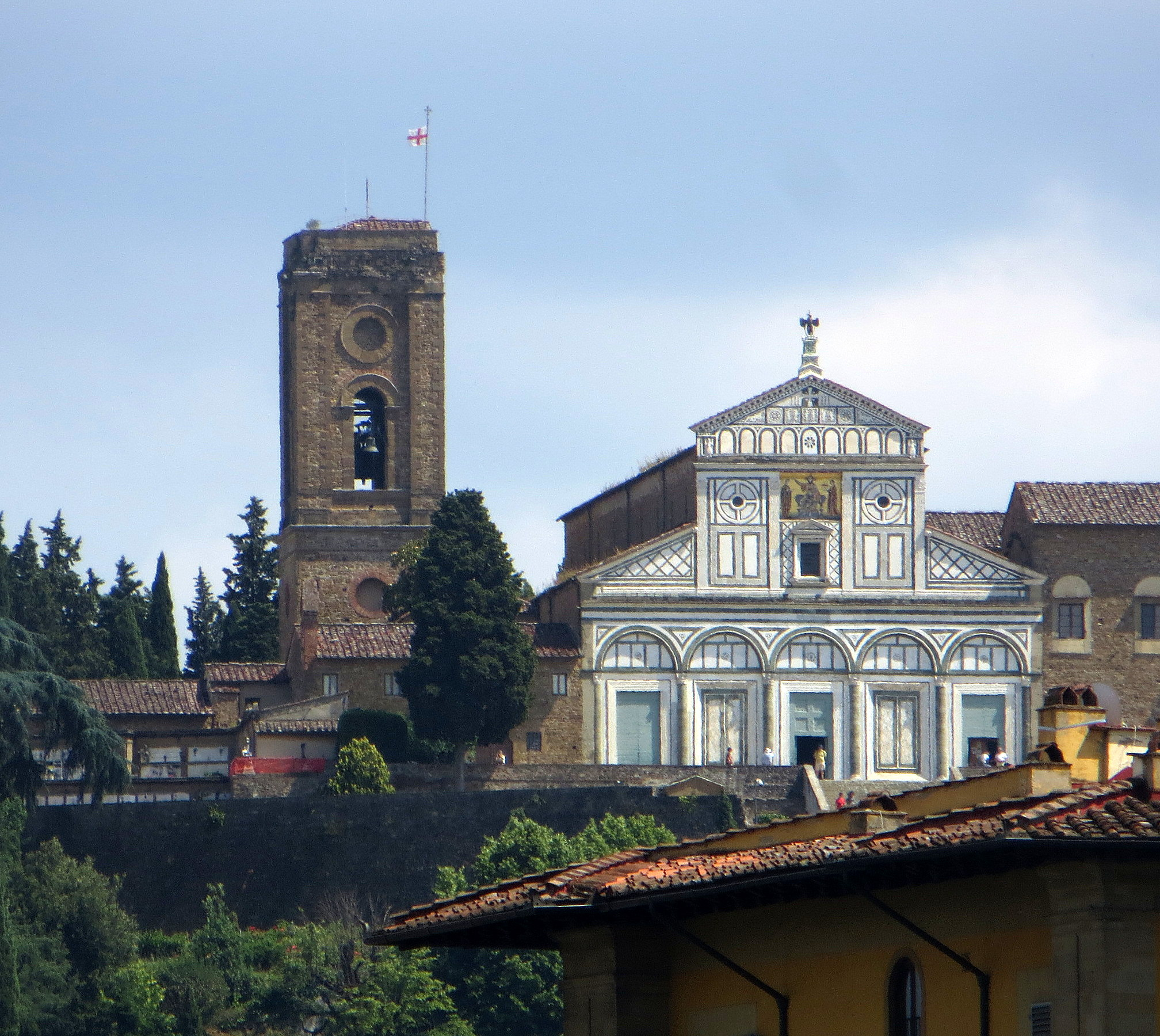
La facciata e il campanile visti dal Ponte Vecchio.

La facciata di San Miniato è uno dei capolavori dell'architettura romanica fiorentina, ispirata a un classicismo solido e geometrico ripreso dalle tarsie marmoree degli edifici monumentali romani. Venne iniziata nell'XI secolo ed è divisa in due fasce principali: quella inferiore è caratterizzata da cinque archi a tutto sesto sorretti da semicolonne in serpentino verde con basi e capitelli corinzi in marmo bianco, richiamanti le prime basiliche paleocristiane a cinque navate (in realtà la chiesa fiorentina di navate ne ha solo tre); la parte superiore mette in evidenza la struttura della chiesa, con le due falde simmetriche delle navate laterali che fanno percepire la presenza delle tre navate. I due frontoni simmetrici delle navate laterali sono decorati con una bicromia di marmo bianco e serpentino verde di Prato, che tramite forme geometriche ricostruiscono l'opus reticulatum romano. La parte centrale del secondo livello è caratterizzata da un ideale loggiato tetrastilo sorretto da quattro pilastri, che la dividono in tre parti.
Al centro del loggiato è presente una finestra incorniciata da due colonne, sorrette da teste di leone marmoree, che sono sormontate da un timpano al cui centro è presente un intarsio di un vaso tra due colombe. Nel riquadro superiore si trova il mosaico di Cristo tra la Vergine e san Miniato, che fu composto nel 1260. Il frontone infine riprende lo stile del primo ordine con una serie di nove archi bianchi e verdi sormontati da una croce e da sei candelabri da altare. Le parti superiori risalgono almeno al XII secolo e furono finanziate dall'Arte di Calimala (corporazione dei mercanti di lana), che fu responsabile del mantenimento della chiesa dal 1288 (l'aquila di rame che corona la facciata era il loro simbolo).
È interessante notare il collegamento con l'arte romana dei primi templi pagani, infatti il primo strato è costituito da archi che sorreggono un pronao (inteso come tempio) la chiesa di San Miniato al Monte infatti si può ricondurre al tempio di Giove a Terracina. Inoltre la bicromia dell'edificio sarà ripresa per secoli dai costruttori fiorentini, tra questi pure Filippo Brunelleschi userà come esempi la chiesa di San Miniato e il battistero di San Giovanni, sempre a Firenze.
In posizione arretrata, sulla sinistra, si erge il campanile che, durante l'assedio di Firenze del 1530, fu usato come posto per l'artiglieria della città e fu fatto proteggere dal fuoco nemico da Michelangelo. Ripresi i lavori dopo il periodo bellico, il campanile venne terminato nel 1535, sebbene la sua forma resti tutt'oggi piuttosto tozza. Nei secoli seguenti il campanile fu protagonista di alterne vicende che lo videro sempre più sottoposto all'incuria. Agli inizi del Novecento la situazione era critica ma, nel 1908, si iniziarono i lavori di restauro che si protrassero fino al 1929. Cinque sono le campane in LAB2 che ospita la torre: le quattro maggiori vennero fuse dalla Pasqualini di Fermo nel 1929. Successivamente, la terza si ruppe e venne rifusa dalla Capanni di Castelnuovo ne'monti nel 1969, la piccola, infine, venne aggiunta da Roberto Mazzola nel 2000.

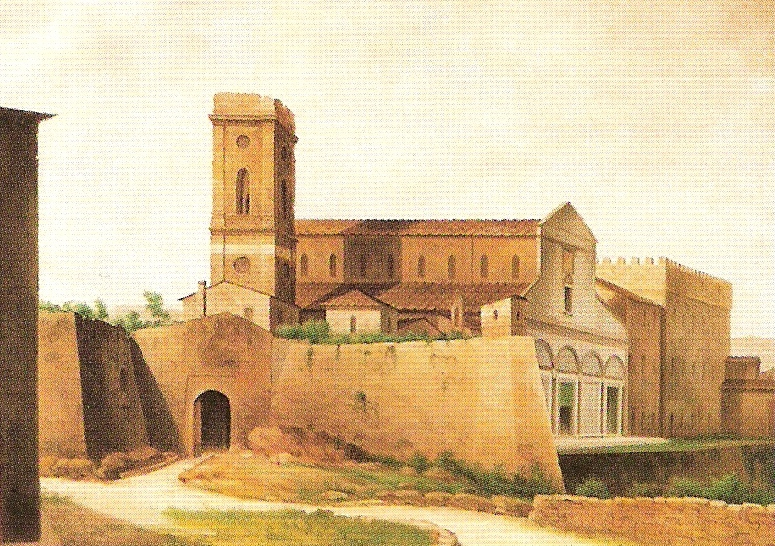
La basilica nel XIX secolo
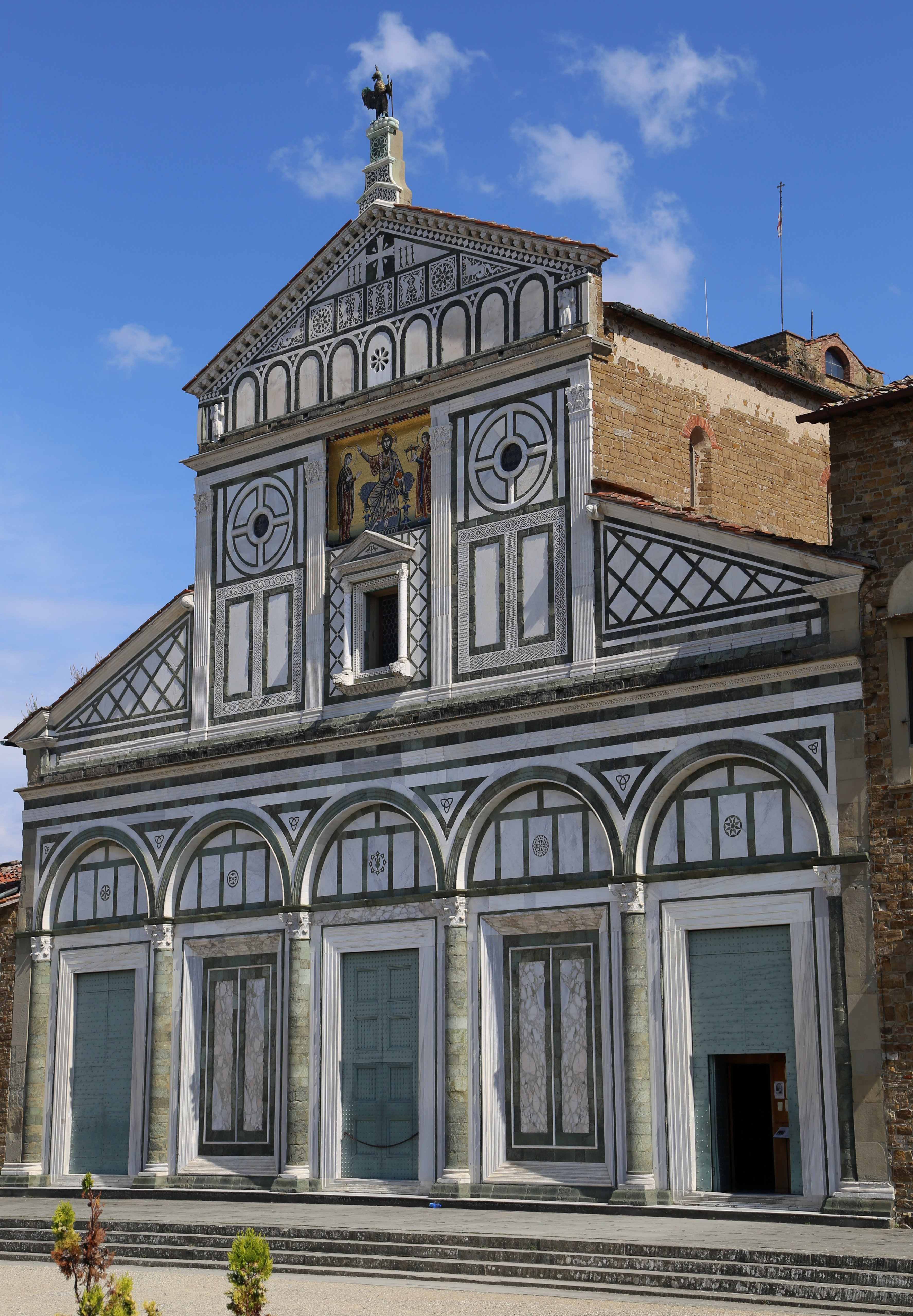
La facciata
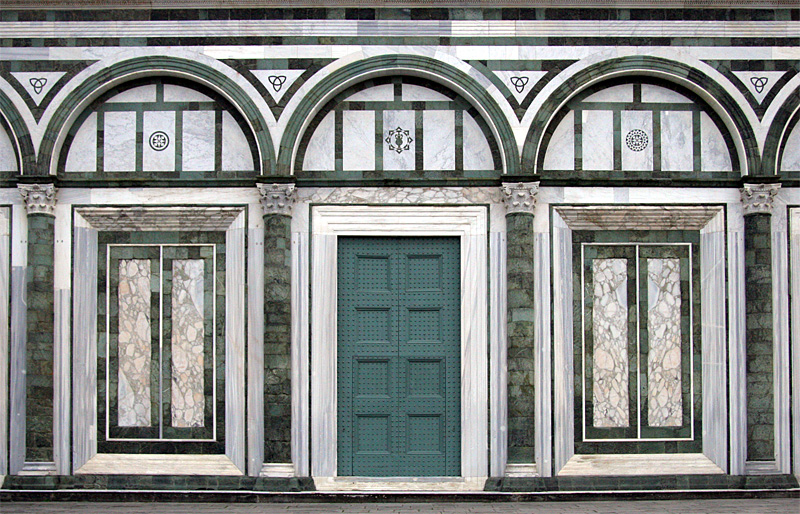
Portale centrale
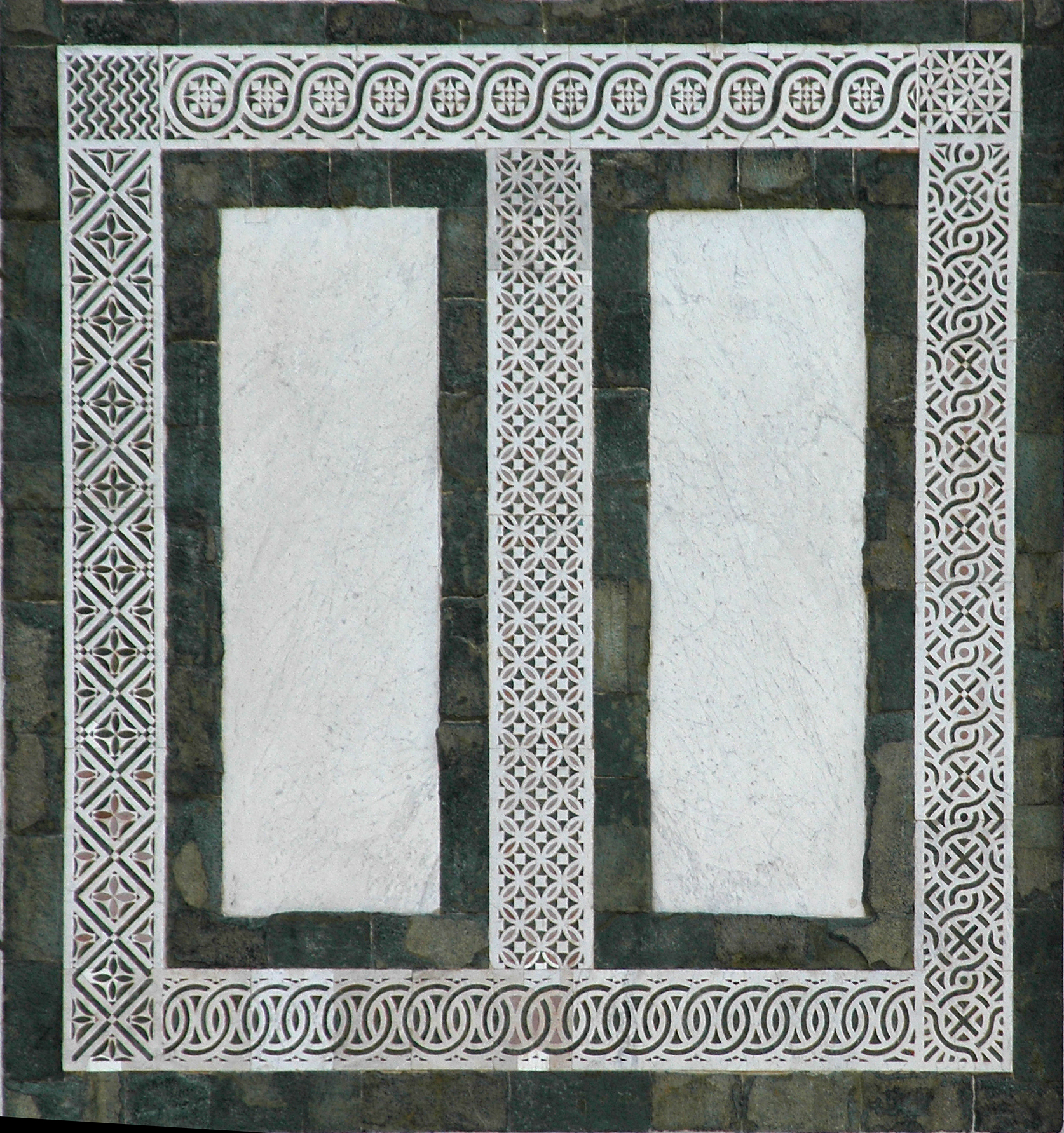
Intarsio marmoreo del rivestimento della facciata
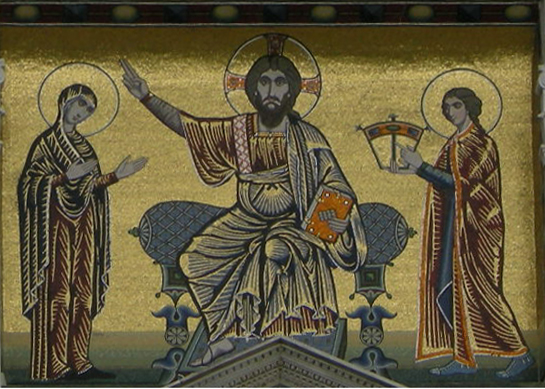
Il mosaico della facciata
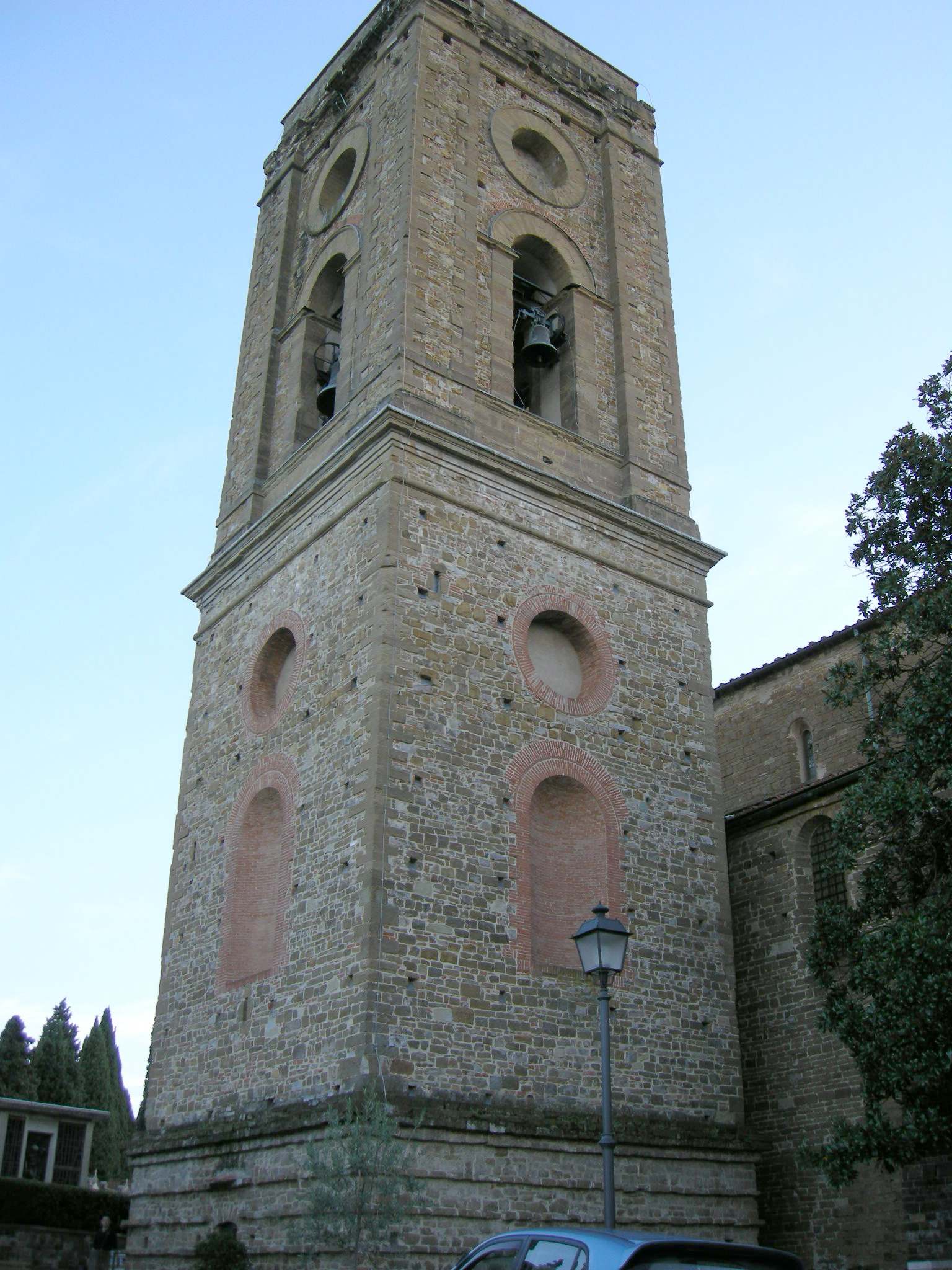
Il campanile

### Interno

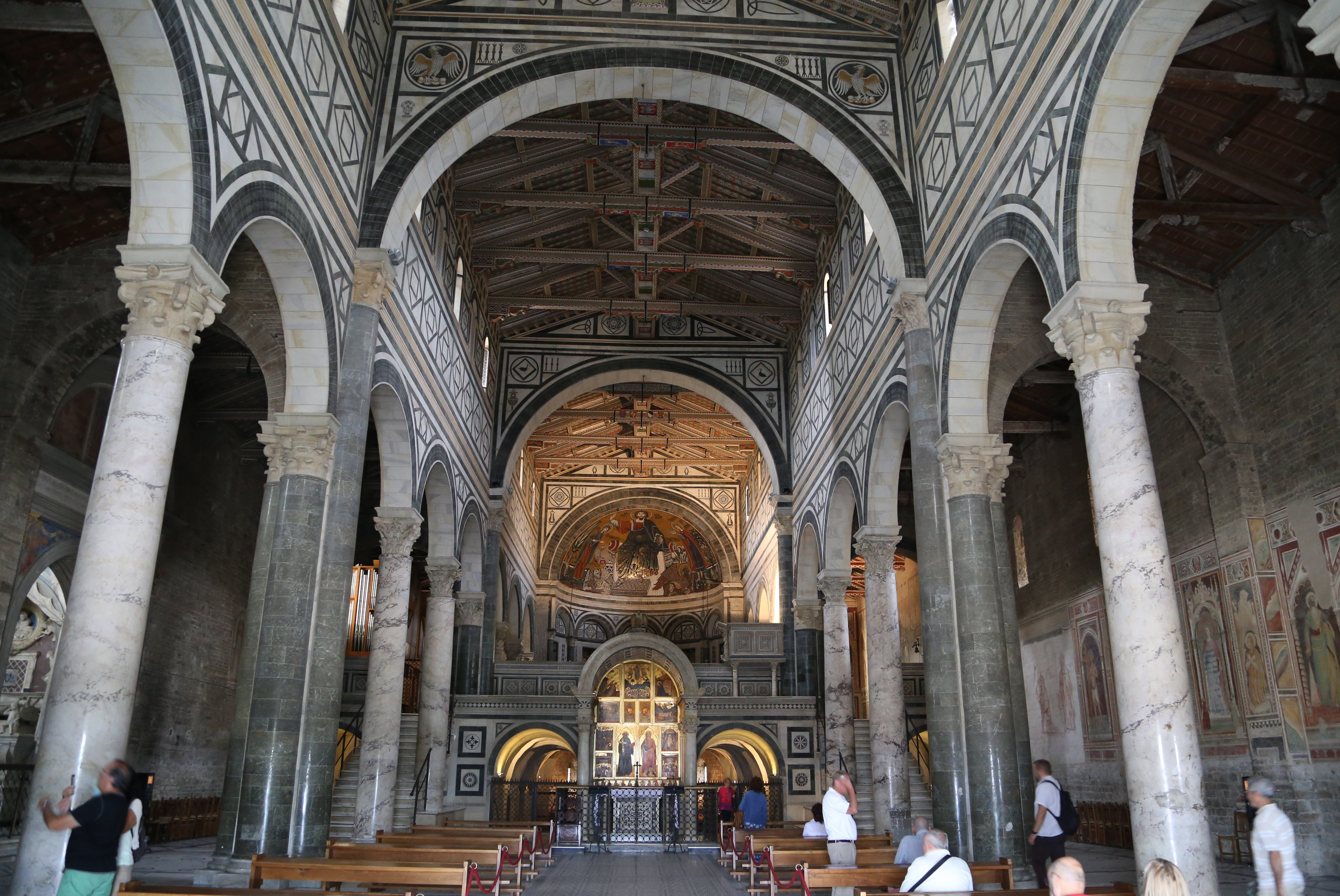
L'interno.

L'interno della chiesa è alquanto inusuale, con il presbiterio e il coro rialzati su una piattaforma sopra la grande cripta, ed è cambiato di poco dalla prima costruzione dell'edificio. Si accede alla parte superiore da due scalinate laterali, che sono in collegamento con le due navate laterali, mentre dalla navata centrale, dietro l'altare inferiore, si diparte la più breve scalinata per discendere alla cripta. Un arcone decorato da tarsie marmoree si erge al centro della navata (all'altezza delle scalinate) e richiama quello retrostante dell'abside, nelle stesse forme.
Il soffitto è a capriate.
Il pavimento intarsiato risale al 1207 e, con quello del battistero è tra i migliori della città, soprattutto riguardo al pannello dedicato allo zodiaco, che ha una precisa corrispondenza con quello di San Giovanni.
La fascia centrale intarsiata guida al centro della navata dominata dall'altare, che in realtà è la Cappella del Crocifisso di Michelozzo (1448) che ospitava in origine il Crocifisso miracoloso oggi in Santa Trinita. La volta a botte della Cappella fu decorata in terracotta da Luca della Robbia. La pala d'altare su tavola è attribuita ad Agnolo Gaddi.
Il coro rialzato e il presbiterio sono chiusi sul fronte da una transenna romanica che contiene sul lato destro un magnifico pulpito romanico del 1207. Sulla parete destra del presbiterio sono degli affreschi con figure di Santi (i due in basso, più leggibili, dovrebbero raffigurare Santa Margherita e San Miniato) riscoperti all'inizio del Novecento, databili alla metà del sesto decennio del Duecento e attribuiti al cosiddetto Maestro della Sant'Agata, un pittore anonimo contemporaneo e culturalmente vicino a Coppo di Marcovaldo, in cui il linguaggio ancora romanico predilige aspetti più decorativi di superficie rispetto ad elementi spaziali e realistici.
Il catino dell'abside è decorato da un grande mosaico del Redentore tra la Madonna e san Miniato, del 1297, con lo stesso motivo di quello della facciata e probabilmente dello stesso anonimo artista. Il crocifisso che domina l'altare maggiore è attribuito a Luca della Robbia. Alla sinistra del coro, lungo la parete della navata laterale, si trova l'organo a canne Tamburini opus 759 (1979), con 45 registri su tre manuali e pedale.

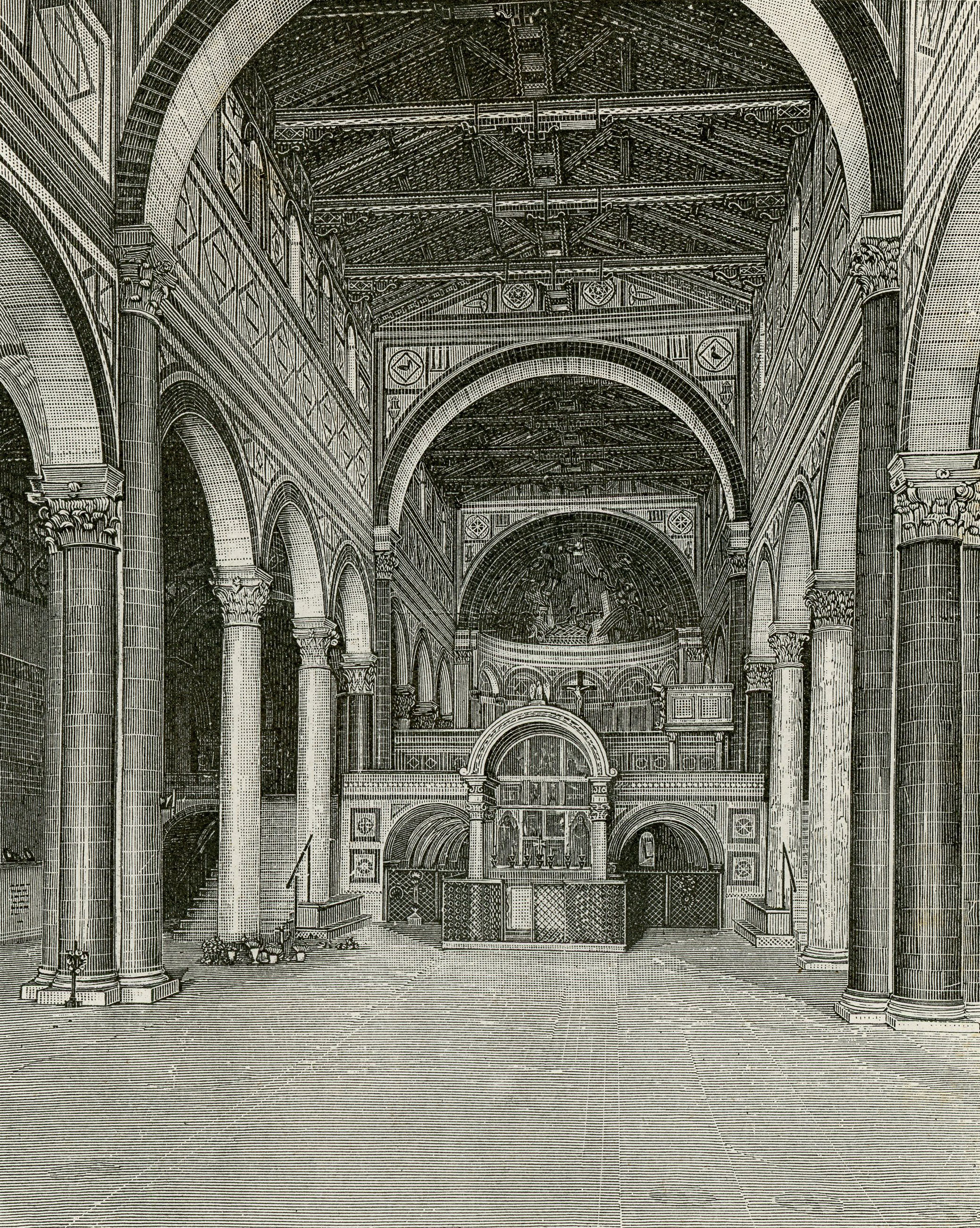
L'interno nel 1894
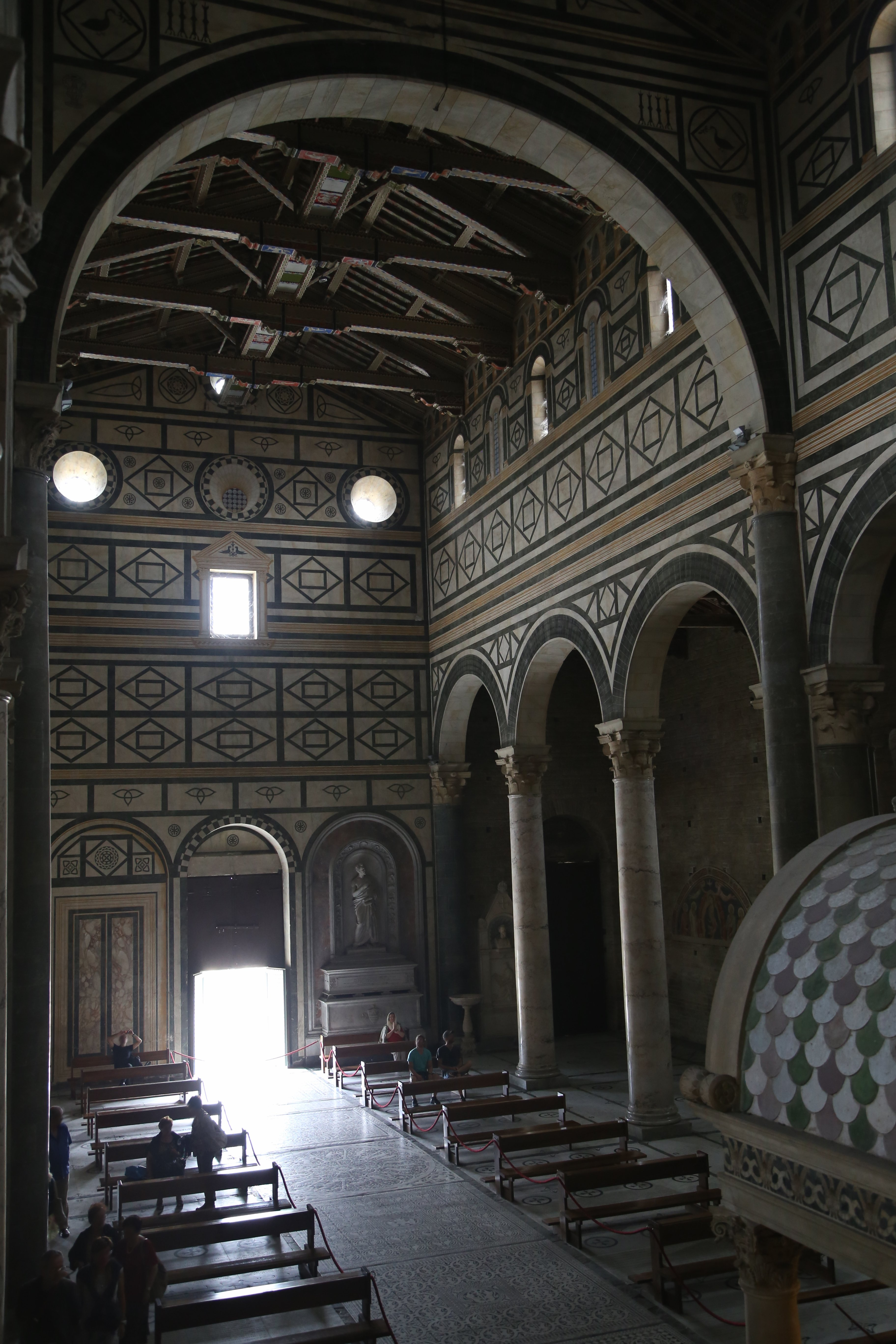
Interno verso la controfacciata
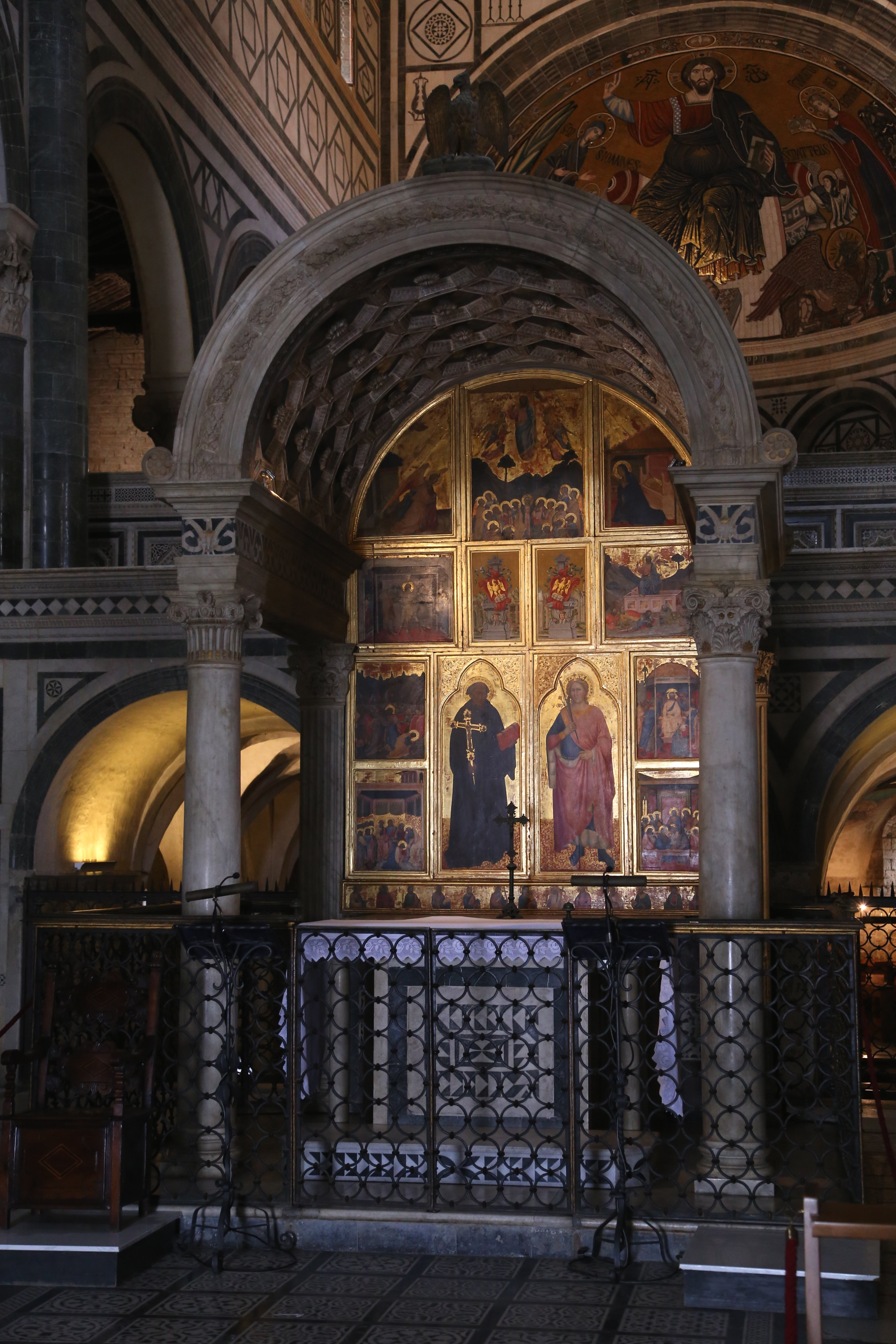
Cappella del Crocefisso
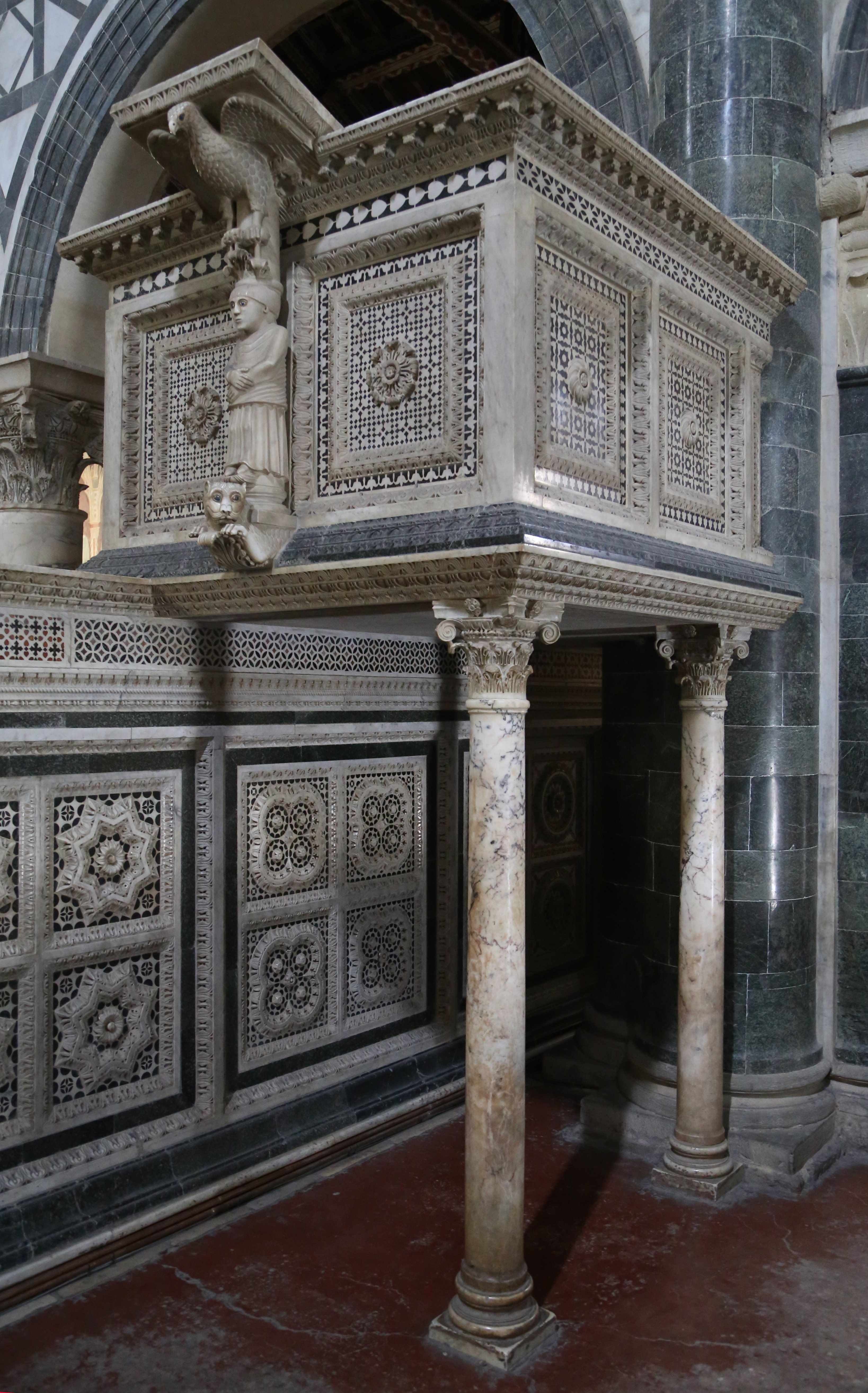
Pulpito
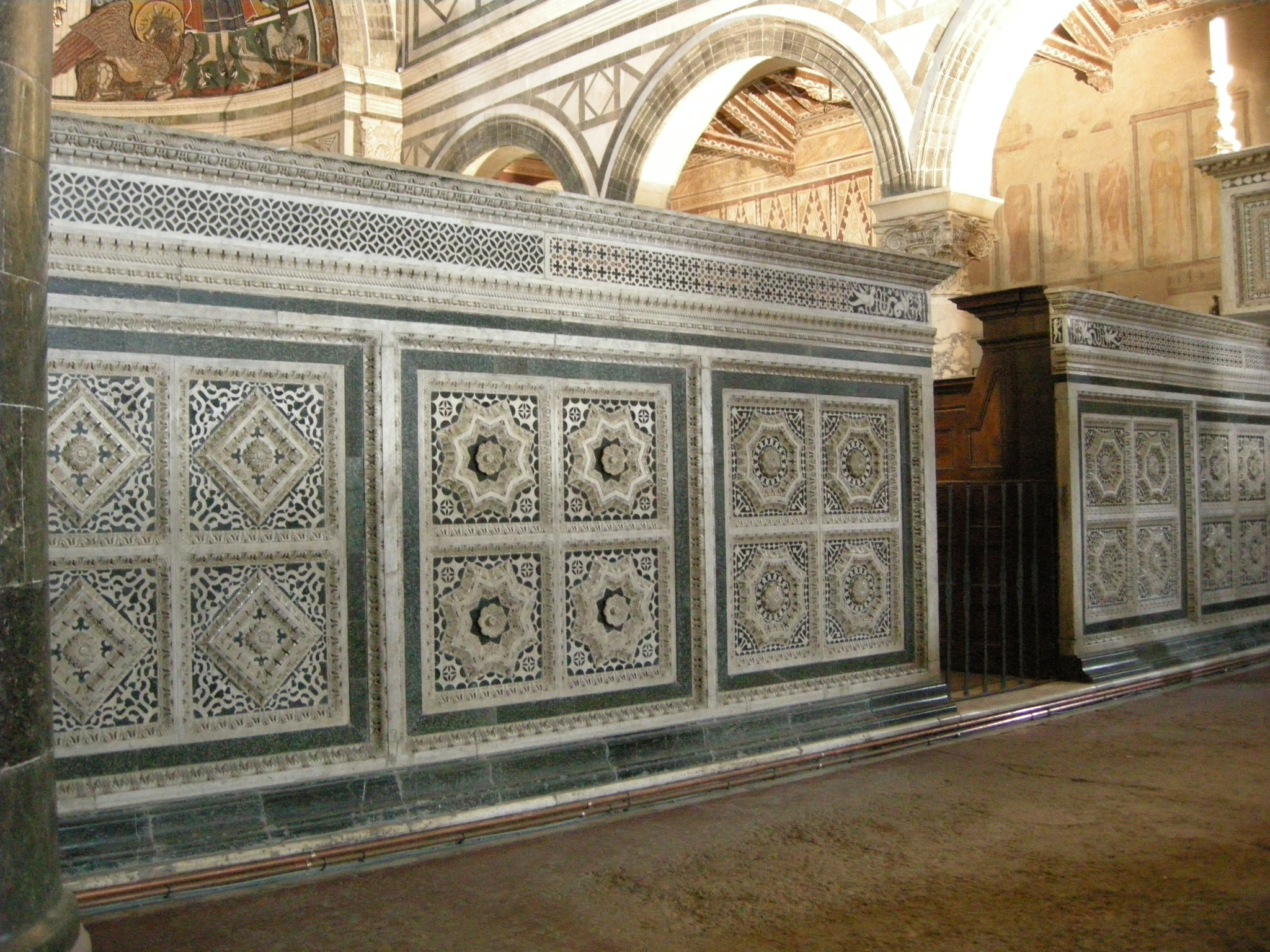
Transenna del coro
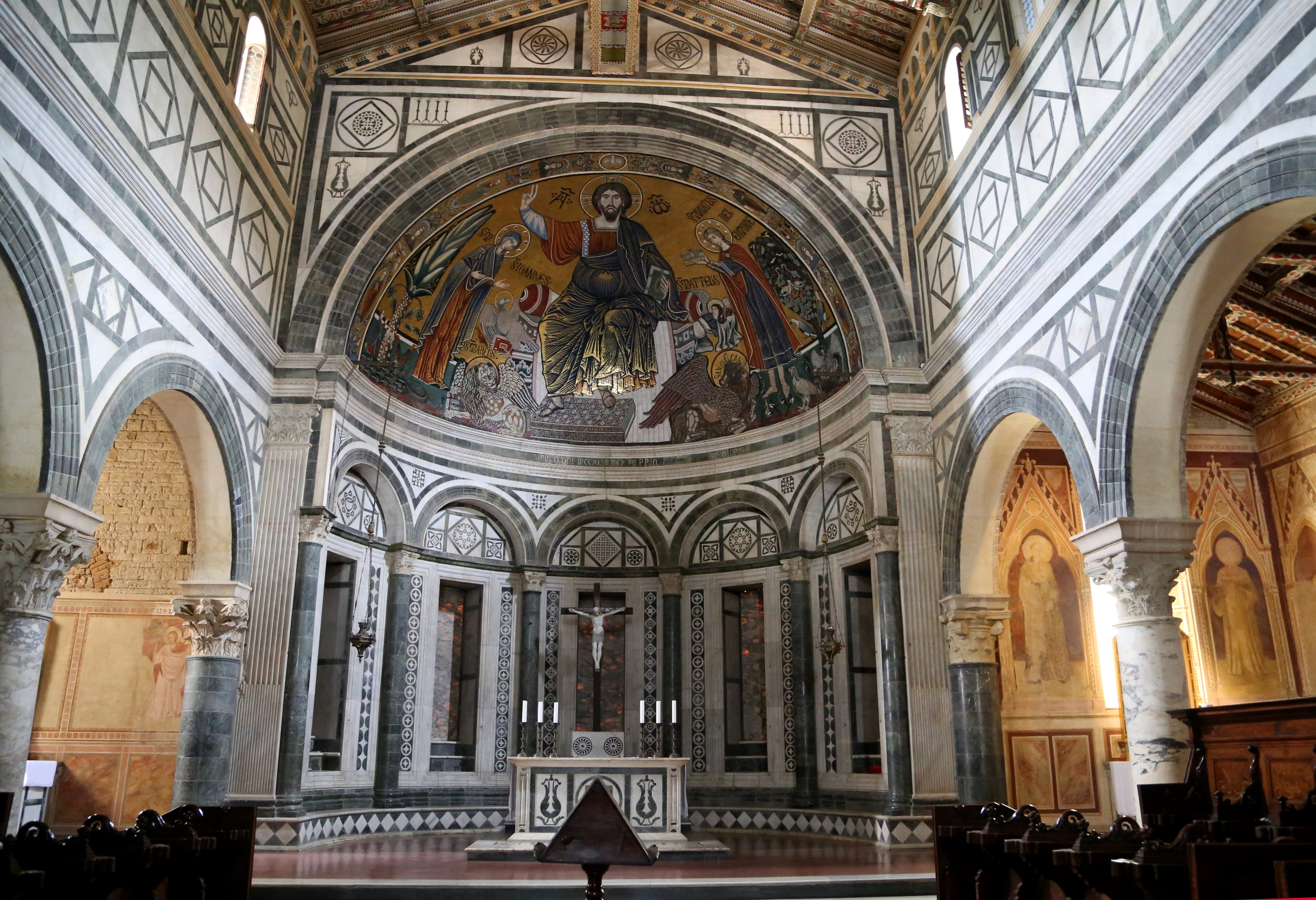
Abside
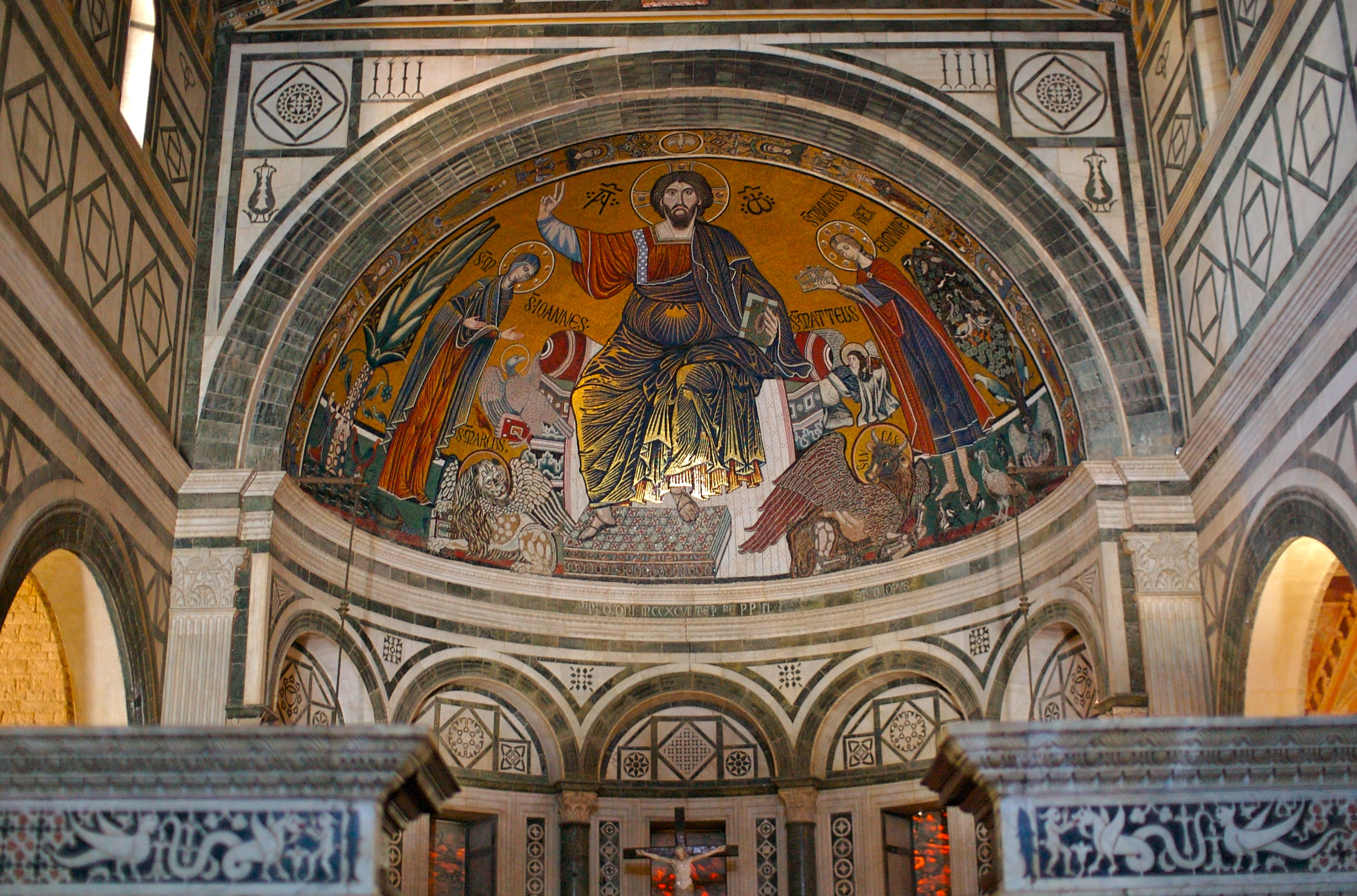
Mosaico dell'abside

#### Cappella del Cardinale del Portogallo

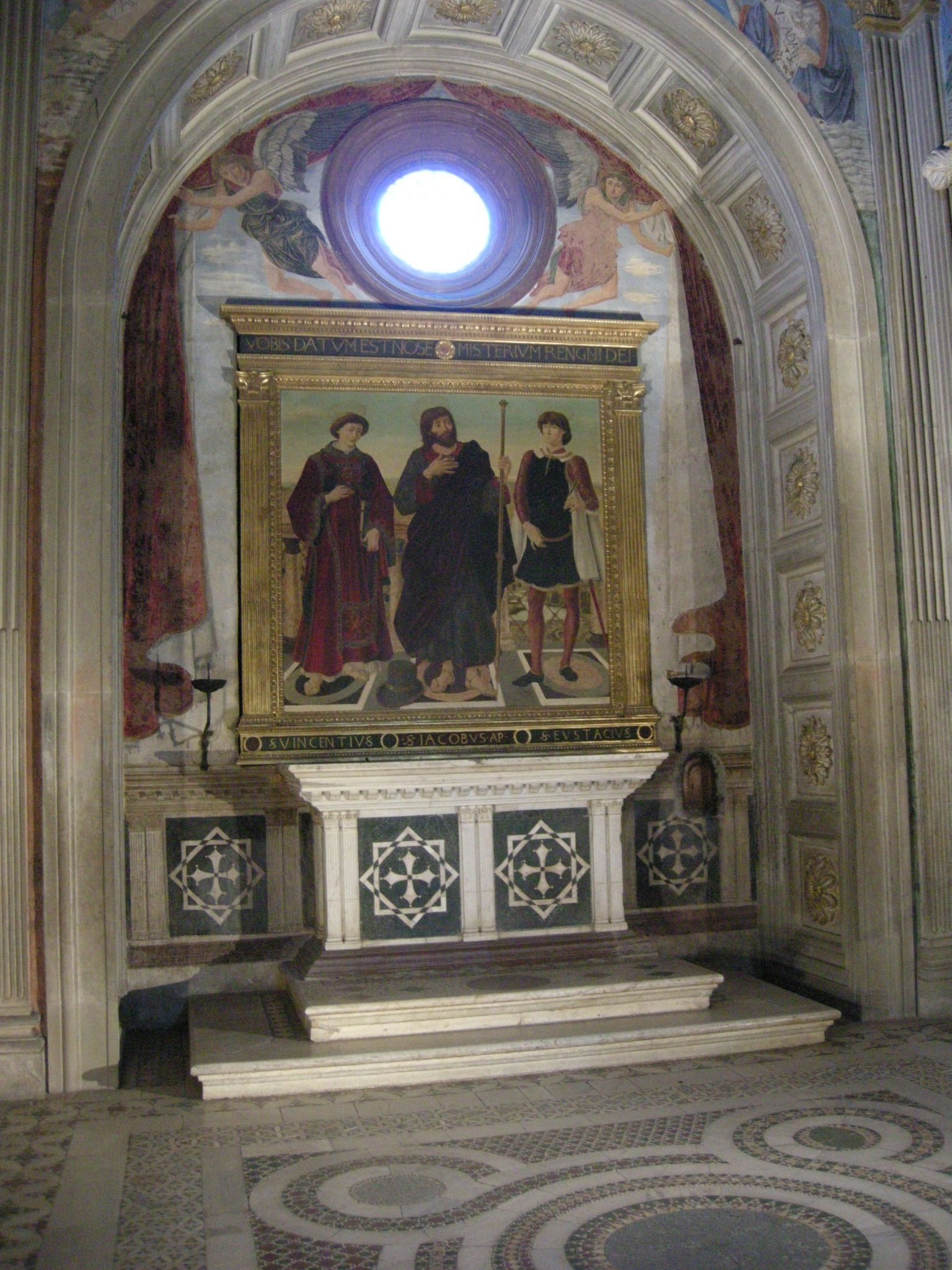
Cappella del Cardinale di Portogallo

La Cappella del Cardinale del Portogallo nella navata sinistra fu costruita tra il 1459 e il 1467 in memoria del cardinale Giacomo di Lusitania, ambasciatore di passaggio a Firenze, dove morì nel 1459. Unica cappella funeraria della chiesa, fu progettata da Antonio Rossellino, autore, insieme al fratello Bernardo, anche della decorazione scultorea della tomba. La pala d'altare e alcuni affreschi sono di Antonio e Piero del Pollaiolo; la tavola dell'Annunciazione e le serie di Profeti, Evangelisti e Padri della Chiesa sono di Alesso Baldovinetti, mentre il soffitto in terracotta invetriata policroma è di Luca della Robbia.

#### Cripta

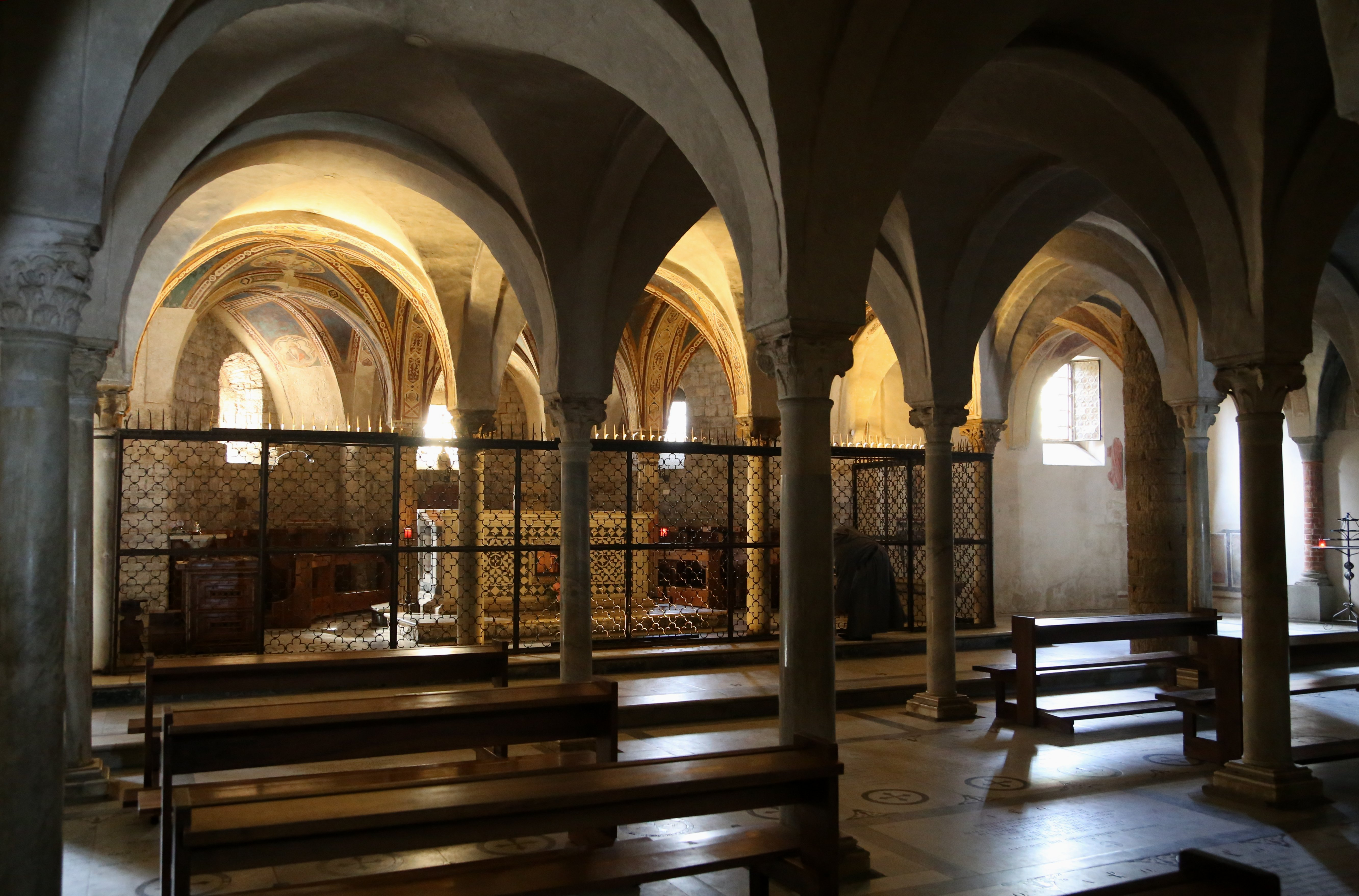
La cripta.

La cripta, la parte più antica della chiesa (XI secolo), è sormontata dall'altare maggiore che si suppone contenga le ossa di San Miniato (sebbene ci sia prova che queste fossero già state portate a Metz prima che la chiesa fosse costruita). Lunga quanto il presbiterio, vi si accede tramite cinque archi che portano a tre rampe di scale corrispondenti rispettivamente alle navate della chiesa. L'altezza varia dai 4 ai 4,5 metri. Sul soffitto sono presenti volte a crociera che poggiano su trentotto colonne che, a loro volta, suddividono la cripta in tre navate centrali e quattro laterali. Le quattro navate a sinistra presentano un'asimmetria essendo presente una vela rinforzata in tempi successivi con archi di mattoni a tutto sesto. Su questa volta sono presenti affreschi di Taddeo Gaddi che risalgono al 1341. Le colonne e i capitelli sono di fattura e materiali diversi (marmo scanalato, marmo liscio, pietra serena, cotto); sui capitelli è ancora presente traccia della doratura effettuata nel 1342 da Taddeo Gaddi. L'altare è molto probabilmente posteriore a quello del presbiterio, un tempo era circondato da una cancellata (1338), ancora presente in parte, e da un coro in legno. L'illuminazione è dovuta a cinque finestre.

### Sagrestia

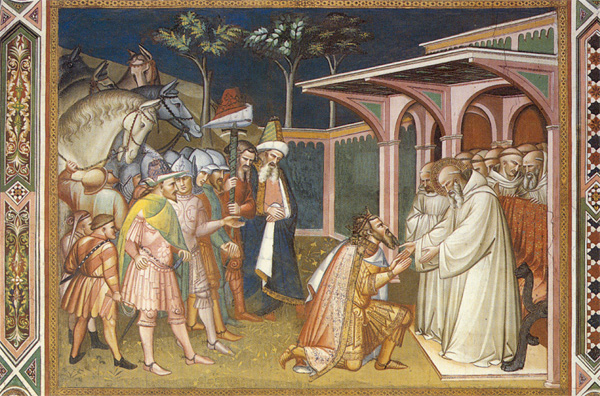
Totila e San Benedetto, affresco di Spinello Aretino nella sacrestia.

La sagrestia, a cui si accede dalla navata sinistra del presbiterio, è decorata da un grande ciclo di affreschi sulla Vita di San Benedetto di Spinello Aretino (1387). Dai quattro pilastri situati agli angoli partono costoloni che concorrono alla copertura a crociera. Prima dell'attuale finestra a vetri colorati, costruita da Raffaello Payer tra il 1860 e 1961, vale la pena di ricordare la finestra gotica distrutta nel 1630. La piccola stanza con il lavabo, aggiunta in un secondo tempo, risale al 1470-1472. Gli armadi di legno, restaurati agli inizi nel Novecento, sono opera di Moniciatto.

## L'abbazia

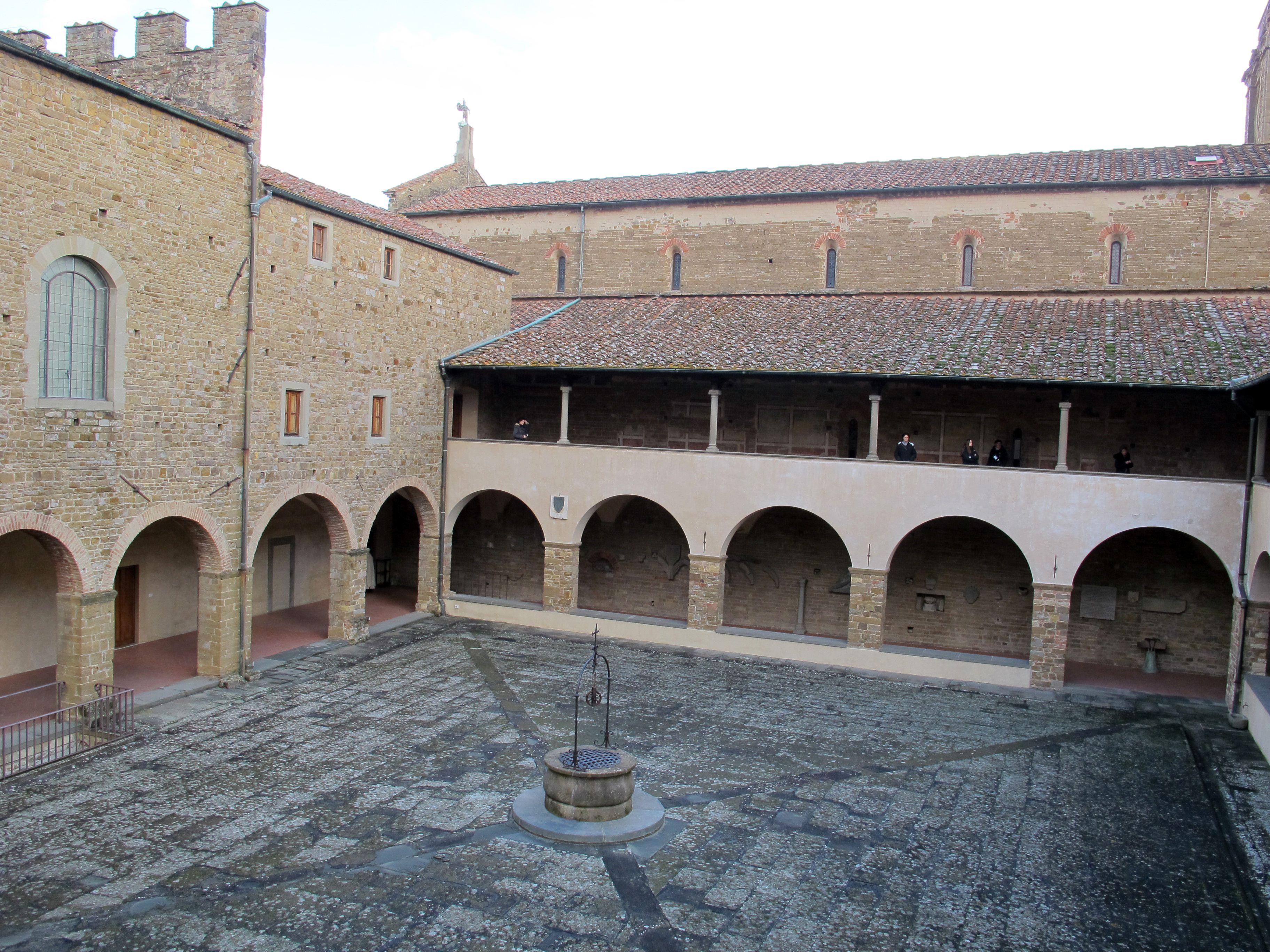
Il chiostro dell'abbazia.

Adiacente alla chiesa si trova il monastero, documentato fin dall'origine della chiesa, ma rifatto nel 1426 a cura dell'Arte di Calimala, aperto al centro dal chiostro, decorato da affreschi staccati e ricollocati in situ di Paolo Uccello con Storie dei santi eremiti. Il pittore è documentato al lavoro nella decorazione del refettorio dell'abbazia nel 1455, il che farebbe pensare a una datazione vicina anche per gli affreschi del chiostro, compiuti in collaborazione con Antonio di Papi, forse come dono (o lascito) da parte di privati per i monaci.
Le scene, inquadrate da partiture architettoniche in terra verde su un basamento caratterizzato dalla presenza di borchie, furono scialbalte e risultano invisibili già dal XVII secolo. Gli affreschi furono riscoperti e pubblicati da Matteo Marangoni nel 1930, come opera di Paolo Uccello, poi staccati e restaurati da Rosi (1969-71), occasione in cui si sono ritrovate le sinopie.
Alla decorazione del chiostro partecipò anche Bernardo Buontalenti che nel 1547 rimpiazzò una scena di Paolo con un suo rarissimo Cristo sulla via di Emmaus, ancora conservato.
A fianco del chiostro, nel 1295, il vescovo Andrea de' Mozzi iniziò la costruzione dell'arcivescovado fortificato terminata nel 1320 dal vescovo Antonio d'Orso, destinato a residenza estiva dei vescovi fiorentini, passato poi al monastero nel 1337 e in seguito usato anche come scuderia e ospedale.
L'intero complesso è circondato da mura difensive, originariamente costruite in maniera frettolosa da Michelangelo durante un assedio e modificate nella costruzione di una vera fortezza nel 1553 sotto Cosimo I.
Nel 1924 il monastero è stato radicalmente restaurato e da allora ospita di nuovo i benedettini olivetani.

## Astronomia nella basilica

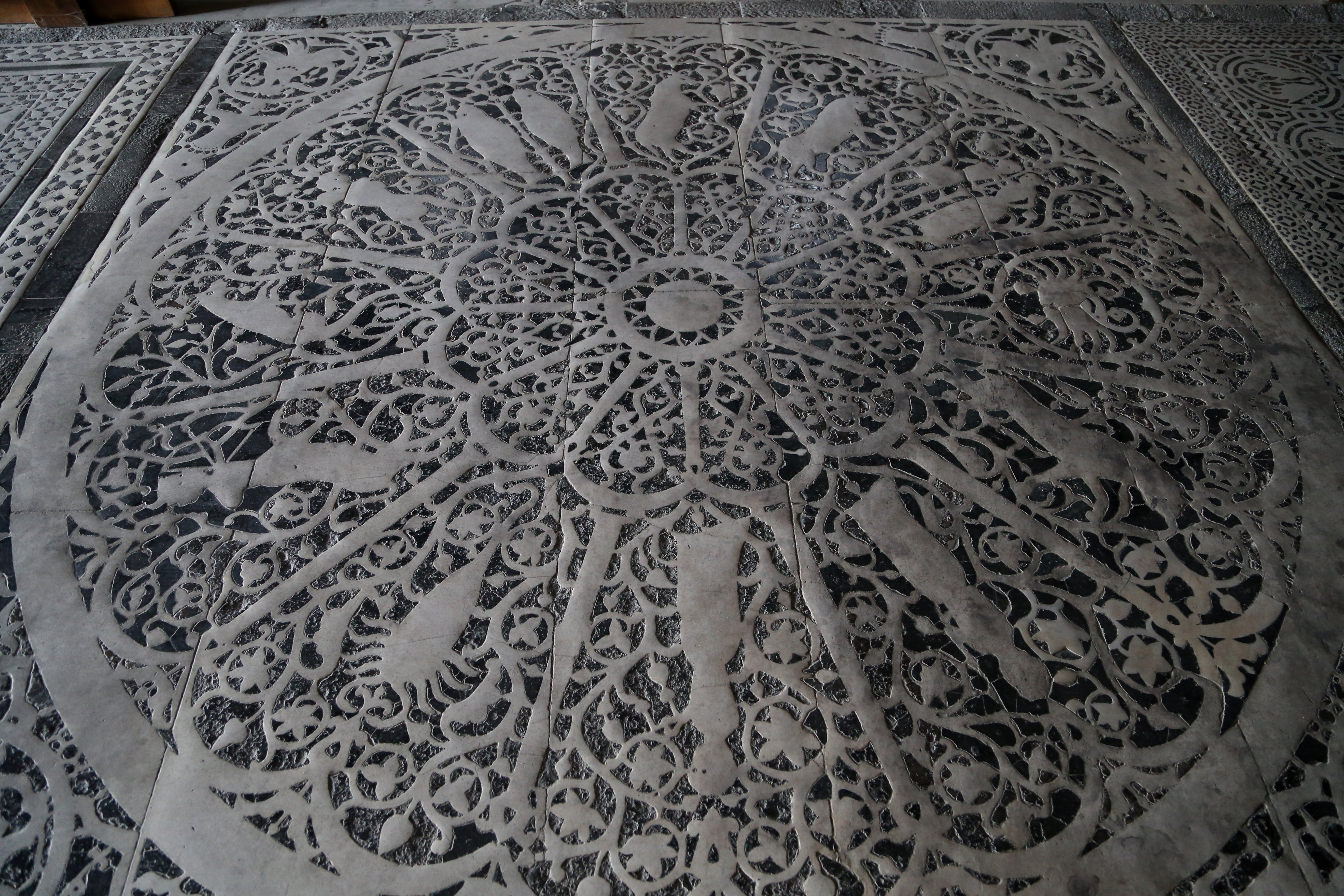
Lo zodiaco della meridiana solstiziale sul pavimento della basilica.

Nella basilica di San Miniato al Monte è presente una meridiana solstiziale tra le più antiche ancora funzionanti in Europa.
Sul pavimento della basilica è presente uno zodiaco marmoreo risalente al 1207, sul quale per alcuni istanti in prossimità del mezzogiorno solare fiorentino del giorno del solstizio d'estate viene illuminato da un raggio di sole il segno del cancro qui raffigurato.
La riscoperta di tale fenomeno astronomico all'interno della chiesa risale soltanto al 2011.

## Opere già in San Miniato
- Antonio e Piero del Pollaiolo, Pala del cardinale del Portogallo, oggi agli Uffizi.